# Antas dos Saragonheiros
Les Antas dos Saragonheiros est un groupe de deux dolmens situé dans la freguesia d'Alpalhão (pt), sur le territoire de la municipalité de Nisa (district de Portalegre, Portugal),. 
Le mot anta est l'équivalent portugais d'« ante » (pilier terminal d'un temple grec ou romain), mais il est aussi employé pour désigner les pierres d'un dolmen ou le dolmen lui-même. Environ 5 000 structures mégalithiques de ce type ont été construites au Néolithique dans l'ouest de la péninsule Ibérique par les successeurs de la culture de la céramique cardiale ou Cardial.
Ils sont en cours de classement pour leur protection.

## Description
Ces monuments mégalithiques, datant de la période du Chalcolithique (3500-2000 av. J.-C.), font partie d'une nécropole de deux monuments du même type.
L'Anta I se compose d'une chambre polygonale d'environ 4 m de diamètre composé de sept orthostates de granite in situ d'environ 2,40 m de haut et d'une dalle de recouvrement. Il possède un long couloir d'environ 12 m de long) avec six piliers. A l'extérieur, on trouve des traces du tumulus d'origine et un menhir couché près de l'extrémité sud-est du couloir, également sculpté dans le granit, avec une morphologie phallique et une section subquadrangulaire comme le menhir de Patalou à proximité.
Les interventions archéologiques réalisées ont permis de récupérer un ensemble diversifié de matériel archéologique : vingt et une pointes de flèches en silex, des herminettes, des perles de collier et des fragments de récipients en céramique. 
L'Anta II, quasi identique, ne possède qu'un couloir d'entrée plus court.

## Histoire
L'Anta I dos Saragonheiros a été mentionnée pour la première fois par Nery Delgado en 1874, et a été décrite plus en détail par Georg and Vera Leisner (en) en 1959. Des interventions archéologiques les plus récentes (2016-2017), dirigées par l'archéologue Jorge Oliveira en partenariat avec la Mairie de Nisa, ont assuré la mise en valeur de ce monument.